# Iridoplecta ferrifera
Iridoplecta ferrifera är en fjärilsart som beskrevs av Moore 1888. Iridoplecta ferrifera ingår i släktet Iridoplecta och familjen mätare. Inga underarter finns listade i Catalogue of Life.